# Jamay
Jamay é um município do estado de Jalisco, no México.
Em 2005, o município possuía um total de 21.223 habitantes.